# Klockestrand
Klockestrand est une localité de la commune de Kramfors dans le comté de Västernorrland en Suède.
Sa population était de 301 habitants en 2019.